# Хвостенко Алла Семенівна
Алла Семенівна Хвостенко (нар. 6 червня 1941, село Шкарівка, тепер Білоцерківського району Київської області) — українська радянська діячка, доярка радгоспу «Білоцерківський» Білоцерківського району Київської області. Депутат Верховної Ради УРСР 9—10-го скликань.

## Біографія
Освіта середня. 
У 1958—1961 роках — колгоспниця колгоспу імені Ватутіна Білоцерківського району Київської області.
З 1961 року — доярка, оператор машинного доїння радгоспу «Білоцерківський» Білоцерківського району Київської області.
Потім — на пенсії в селі Шкарівці Білоцерківського району Київської області.

## Нагороди
- ордени
- медалі